# Campanha presidencial de Barack Obama em 2008

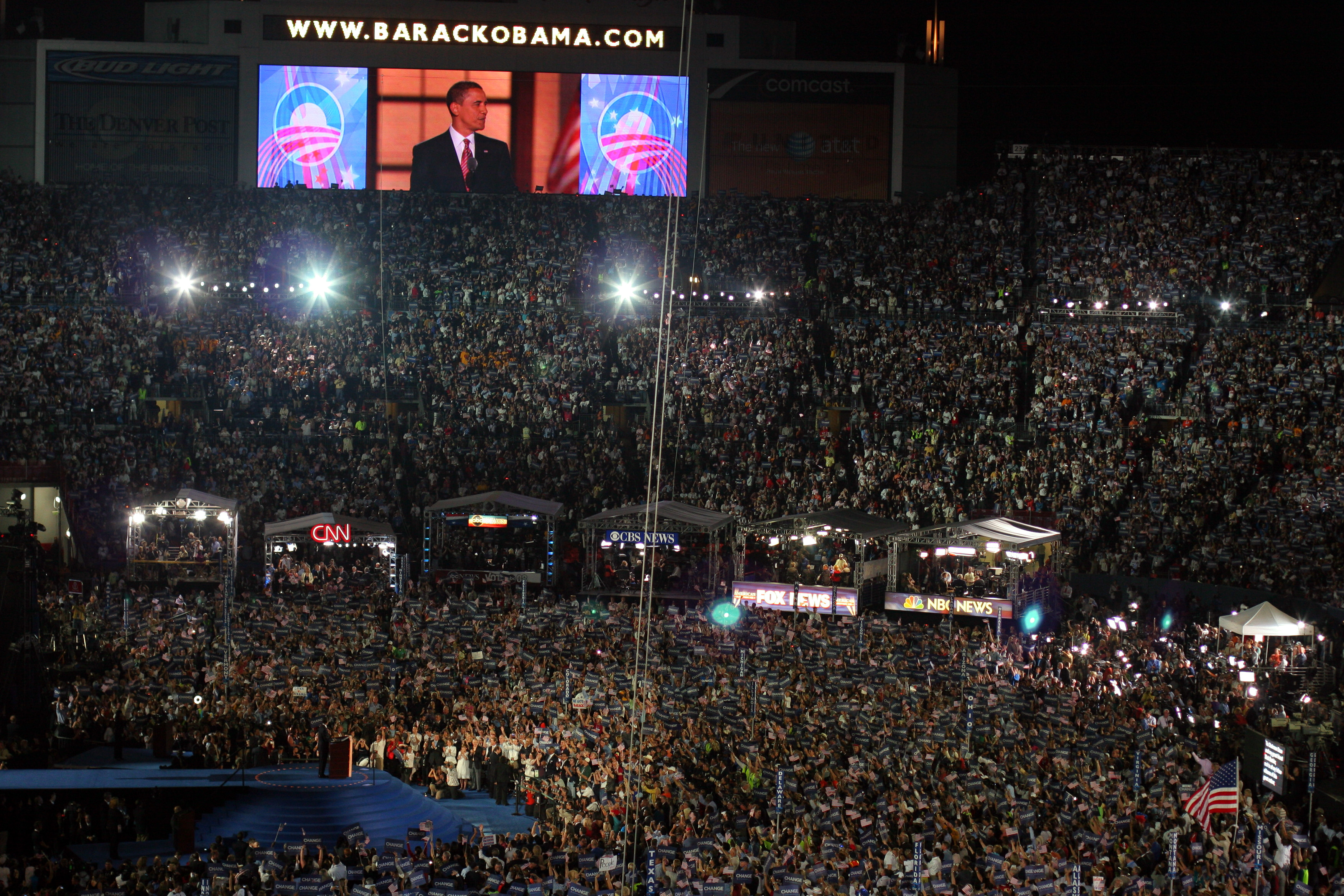
Obama durante a Convenção Nacional Democrata de 2008, quando ele aceitou ser o candidato do partido à presidência.

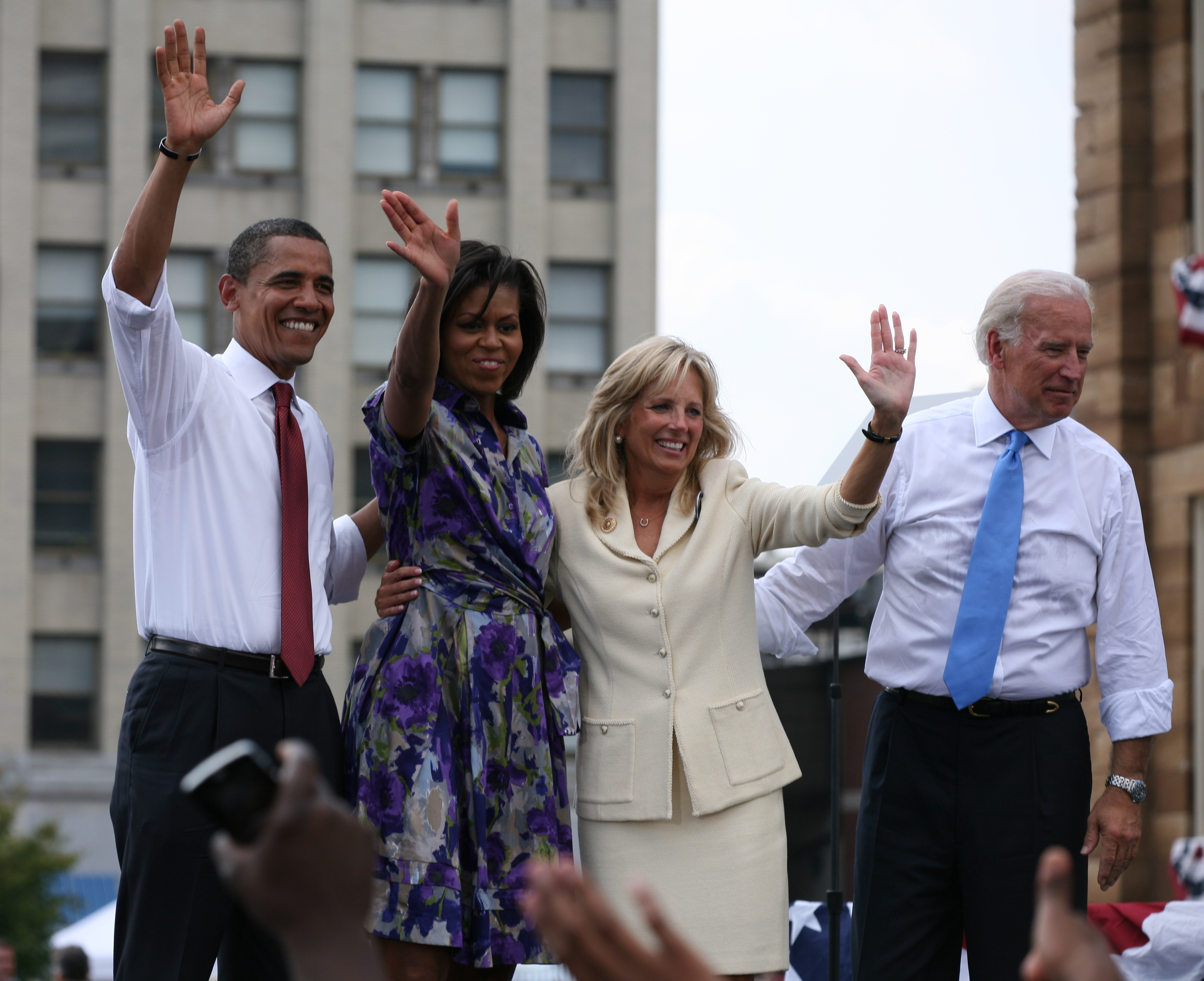
O casal Obama (Barack e Michelle) e o casal Biden (Jill e Joe) durante o anúncio da escolha de Joe Biden como o candidato à vice-presidência na candidatura de Obama.

A campanha presidencial de 2008 de Barack Obama, então senador do Illinois, foi anunciada nos Estados Unidos, em Springfield, em 10 de fevereiro de 2007. Ele é o primeiro afro-americano da história a ser eleito presidente dos Estados Unidos. Em 23 de agosto de 2008, a campanha de Barack Obama anunciou que o senador Joe Biden de Delaware seria o candidato a vice-presidente.
Obama ganhou a primeira eleição primária pelo Partido Democrata, em Iowa, no dia 3 de janeiro de 2008, saindo na frente de Hillary Clinton e John Edwards. Já na segunda, Hillary Clinton venceu Obama por três pontos percentuais nas primárias de Nova Hampshire. Obama venceu em 26 de janeiro de 2008 com uma larga vantagem as primárias do partido democrata na Carolina do Sul, onde recebeu o dobro dos votos da senadora Hillary Clinton, devido ao grande apoio recebido dos negros que representaram metade dos cidadãos que foram votar. Em 4 de junho, depois de vencer as primárias do partido no estado de Montana, Barack Obama assumiu-se como o candidato dos democratas para a eleição geral de 4 de novembro, embora tenha ainda de aguardar pela convenção do Partido Democrata, a ter lugar em agosto, em que seria formalmente nomeado. No dia 7 de junho, Hillary Clinton desistiu da candidatura e declarou apoio à Obama.
Devido à sua história pessoal (pai negro, mãe branca e padrasto asiático) é visto por muitos como um unificador, alguém que consegue transpor a barreira racial. O próprio Obama, já brincou com isso no programa da popular apresentadora estadunidense Oprah Winfrey, quando disse que jantares de sua família "são sempre uma mini-ONU, com parentes de todas as etnias". Ainda assim, chegou a ser acusado de racismo contra indivíduos de etnia branca, por ter participado da igreja do pastor Jeremiah Wright, considerado racista negro. Obama negou a associação. Associações racistas e nazistas consideraram-no um extremista racial negro, de origem islâmica. O jornalista Daniel Pipes o considerou muçulmano, por ser filho de pai muçulmano, ainda que não praticante. Apesar disso, alguns grupos supremacistas brancos chegaram a declarar-lhe apoio.
Recebeu o importante apoio da Família Kennedy, sendo comparado muitas vezes ao ex-presidente John Kennedy na sua capacidade de animar os eleitores e oferecer uma nova liderança. Ainda recebeu o apoio de artistas como o cantor Will.I.Am e a líder das Pussycat Dolls, Nicole Scherzinger, que chegaram a gravar um vídeo denominado Yes We Can para a campanha do senador.
Em 4 de novembro de 2008, as projeções indicavam a vitória Obama, tornando-se o presidente eleito e o primeiro afro-americano presidente dos Estados Unidos. Ele é o terceiro senador a ser eleito presidente, depois de Warren G. Harding e John F. Kennedy. Sua eleição para o cargo de foi confirmada após uma reunião do Colégio Eleitoral dos Estados Unidos em 15 de dezembro de 2008, e a certificação foi em 8 de janeiro de 2009.

## Resultado da eleição
Obama e Biden venceram a eleição com 69.456.897 votos, cerca de 52,92%, vencendo nos seguntes estados:
- Califórnia com 61%;[18]
- Carolina do Norte com 49%;
- Colorado com 53%;[19]
- Connecticut com 60%;
- Delaware com 61%;[20]
- Distrito de Colúmbia com 92%;[21]
- Flórida com 50%;[22]
- Havaí com 71%;
- Illinois com 61%;
- Indiana com 49%;[23]
- Iowa com 53%;
- Maine com 57%;
- Maryland com 61%;[24]
- Massachusetts com 61%;
- Michigan com 57%;
- Minnesota com 54%;[25]
- Nevada com 55%;
- Nova Hampshire com 54%;
- Nova Jérsei com 57%;
- Novo México com 56%;[26]
- Nova Iorque com 62%;
- Ohio com 51%;
- Oregon com 56%;
- Pensilvânia com 54%;
- Rhode Island com 62%;
- Vermont com 67%;
- Virgínia com 52%;
- Washington com 57% e
- Wisconsin com 56%.[27]